# George Boas
George Boas (Providence, 28 de agosto de 1891-Towson, 17 de marzo de 1980) fue un profesor de filosofía en la Universidad Johns Hopkins, en Baltimore.

## Biografía
Estudió en la Universidad de Brown, obteniendo un B; recibió el MA en filosofía luego de estudiar en la Universidad de Columbia y finalmente, en la Universidad de California en Berkeley obtuvo su PhD en 1917.
En 1921, George Boas fue contratado por el Profesor Arthur O. Lovejoy como historiador de filosofía en Johns Hopkins. Su labor fue interrumpida por la Segunda Guerra, en la que participó como comandante en la Reserva Naval. Se retiró de la escuela en 1956, continuando su carrera en el Centro de Humanidades de la Universidad Wesleyana y en la Universidad de Pittsburgh.
Estuvo casado desde 1921 con la escultora Simone Brangier, con quien tuvo dos hijos.

## Obras
- The Major Traditions of European Philosophy (1929)
- A Primer for Critics (1937)
- The Hieroglyphics of Horapollo, traducción de la obra original (1950)
- Dominant Themes in Modern Philosophy (1957)
- The Inquiring Mind (1959)
- Rationalism in Greek Philosophy (1961)
- The Limits of Reason Harper & Brothers (1961)
- The Heaven of Invention (1962)
- The cult of childhood. London, Warburg Institute (1966)
- Vox Populi (1969)
- The History of Ideas: An Introduction (1969)
- Wingless Pegasus A Handbook for Critics (1950)
- What is a Picture, con Harold Wrenn (1964)